# Жариков, Андрей Дмитриевич
Андре́й Дми́триевич Жа́риков (7 ноября, 1921, Тамбовская губерния — 24 октября, 2005, Москва) — советский писатель, поэт, военнослужащий, член Союза писателей России. Полковник Советской Армии, участник Великой Отечественной войны.

## Биография
Родился 7 ноября 1921 года в селе Татаново Тамбовского района Тамбовской области. Его отец, Дмитрий Никитич Жариков, был участником Гражданской войны, служил в дивизии В. И. Чапаева. Мать, Прасковья Павловна — домохозяйка. Супруга, Жарикова Екатерина Васильевна, — врач. Дочь, Алла Андреевна, — инженер-полиграфист. Сын, Владимир Андреевич, — редактор издательства. 
В 19 лет вступает в ВКП(б). Оканчивает среднюю школу в 1940 году, после чего поступает в Тамбовское артиллерийско-техническое училище, которое заканчивает досрочно воентехником 2 ранга (лейтенантом) в первые дни Великой Отечественной войны. Отправлен на Ленинградский фронт в должности начальника артиллерийского снабжения 849-го артиллерийского полка. Через год был повышен до капитана. В районе п. Синявино войска 2-й ударной армии попали в окружение, А. Жариков пробивался с боем в ночное время к окружённым войскам на двух тракторах с боеприпасами. Это значительно облегчило выход частей из окружения. Лично вывел из окружения до двух сотен (в основном раненых) солдат без потерь. В январе 1943 года, в дни прорыва блокады Ленинграда, вёл огонь из трофейных немецких пушек, подавляя огневые точки противника. Со своим полком участвовал в освобождении городов: Белгород, Харьков, Черкассы, Умань, Корсунь-Шевченковский, Бельцы. С боями форсировал Днепр, Днестр, Южный Буг, Прут. С августа 1944 года учился на курсах при Военной артиллерийской академии имени Ф. Э. Дзержинского.
В мирное время продолжал нести воинскую службу, участвовал в испытаниях водородной бомбы под Семипалатинском и занимался литературным творчеством. В 1946 году поступил на оперативно-штабной факультет Военной академии тыла и транспорта. Успешно окончив учёбу, получил назначение в Генеральный штаб. С 1954 по 1957 год служил на ядерном полигоне № 51605 под Семипалатинском, был начальником научной группы; был участником испытаний атомных и водородных бомб. При взрыве мощной водородной бомбы был, как и другие испытатели, контужен, потерял более 50 % слуха.
Стал писать ещё на фронте, но только после ухода в отставку получает возможность постоянно заниматься литературой. Сотрудничал с областной и районной печатью: публиковал стихи, сказки, фронтовые зарисовки и воспоминания, отрывки из книг, мемуары «Дорогая моя Сосновка».

## Прочие сведения
- Первая книга А. Д. Жарикова «Подвиги юных» вышла в 1960 году — это сборник рассказов об участии советских ребят в борьбе с фашистами.
- Был редактором мемуаров Конева, который к 50-летию писателя написал статью в журнале «Детская литература» (№ 5 1972).

## Награды
- Орден Отечественной войны I степени
- Три ордена Красной Звезды
- Орден Мужества
- Орден «Знак Почёта»
- Другие медали